# Gephyromantis schilfi
Gephyromantis schilfi is een kikker uit de familie gouden kikkers (Mantellidae). De soort werd voor het eerst wetenschappelijk beschreven door Frank Glaw en Miguel Vences in 2000. De soort behoort tot het geslacht Gephyromantis. De soortaanduiding schilfi is een eerbetoon aan Wolfgang Schilf.

## Leefgebied
De kikker is endemisch in Madagaskar. De soort komt voor in het noordoosten van het eiland en leeft in het nationaal park Marojejy op een hoogte van rond de 1250 meter boven zeeniveau.

## Beschrijving
Er zijn twee volwassen mannelijke exemplaren bekend die een lengte hadden van 27,1 en 29,0 millimeter en één vrouwelijk exemplaar had een lengte van 34,5 millimeter.

## Synoniemen
- Mantidactylus schilfi Glaw & Vences, 2000